# Asaka (Japonia)
Asaka (jap. 朝霞市 Asaka-shi) – miasto w Japonii, w prefekturze Saitama. Ma powierzchnię 18,34 km². W 2020 r. mieszkało w nim 141 036 osób, w 62 353 gospodarstwach domowych  (w 2010 r. 129 654 osoby, w 56 837 gospodarstwach domowych).
W marcu 1967 Asaka-chō została przemianowana na Asaka-shi. 

## Strzelnica
Podczas igrzysk olimpijskich w 1964 m.in. odbywał się tam pentathlon i zawody strzeleckie. Z racji bycia wówczas ośrodkiem wojskowym skrócono 500 m karabinową strzelnicę do 300 m i dobudowano 50 m, oraz 25 m (pistoletowe). Ponadto zmodernizowano budynki pomocnicze i okolice, łącznie tworząc obiekt na 1200 kibiców. Sama strzelnica jest ok. 22 km od wioski olimpijskiej. 
Planowane zmiany na Letnie Igrzyska Olimpijskie 2020 to organizacja dodatkowo konkurencji w broni gładkolufowej (np. trap), przy obiekcie z miejscami siedzącymi dla 4600 (pistolet, karabin) i 3000 (konkurencje śrutowe).